# Tekplus
Tekplus nació en el año 2005, realizando trabajos de diseño y cálculo en el estabilizador vertical, estabilizador horizontal y la sección 19.1, entre otros sistemas del Airbus A350 XWB, el Airbus A400M y el Airbus A330 MRTT, además de otros proyectos para Boeing. Actualmente ha entrado en el mercado de los UAVs con el Tekplus Centauro (ala rotatoria) y el Tekplus Rayo (ala fija).
Con sede en Tres Cantos (Madrid), cuenta con una planta de producción en el polígono de A Granxa en Porriño y con una sociedad filial en Pune (India).
Actualmente se dedica a los sectores de diseño, consultoría, análisis técnico y defensa.